# Приговорённые
«Приговорённые» (англ. The Condemned) — боевик 2007 года, написанный и снятый Скоттом Вайпером. В фильме снимались Стив Остин, Винни Джонс, Роберт Маммоне, Тори Массетт, Мэделин Уэст и Рик Хоффман.
В центре фильма — десять осужденных, которые вынуждены сражаться друг с другом до смерти в рамках незаконной игры, которая транслируется на публику. Фильм «Приговорённые» снимался в Квинсленде. Хореографию боев координировал Ричард Нортон, который также дублировал Джонса в некоторых сценах. Сиквел под названием «Приговорённый 2» с Рэнди Ортоном в главной роли был выпущен в 2015 году.
Фильм был снят WWE Films и распространен Lionsgate 27 апреля 2007 года.

## Сюжет
Джек Конрад (Стив Остин) ожидает смертной казни, сидя в одной из тюрем Центральной Америке. Однако он продан тюремщиками в качестве «гладиатора» богатым продюсерам для участия в нелегальном экстремальном реалити-шоу. Вместе с девятью другими смертниками Джек высажен на необитаемом острове. Игра ведется по принципу «выживает сильнейший», так как задача, стоящая перед «участниками», — убить остальных игроков с целью остаться в живых и завоевания свободы. Вскоре ФБР выясняет, что настоящее имя главного героя — Джек Райли, и он вовсе не преступник, а бывший член спецподразделения «Дельта», захваченный в ходе исполнения служебных обязанностей.

## В ролях
| Актёр                   | Роль                          |
| ----------------------- | ----------------------------- |
| Стив Остин              | Джек Конрад США               |
| Винни Джонс             | Эван МакСтарли Великобритания |
| Роберт Маммоне          | организатор шоу Йен Брекель   |
| Виктория Муссет         | техник Джули                  |
| Салливан Степлтон       | специальный агент ФБР Уилкинс |
| Мэдлин Вест             | девушка Джека Сара Кавано     |
| Рик Хоффман             | оператор Голдман              |
| Маса Ямагучи            | Го Сайга Япония               |
| Эмелия Бёрнс            | Ясантва Аде Гана              |
| Ману Беннетт            | Пако Пачеко Мексика           |
| Маркус Джонсон          | Крестон Маки США              |
| Дэси Руз                | Роза Пачеко Мексика           |
| Натан Джонс             | Пётр Раудсеп Эстония          |
| Энди МакФи              | Гельмут Брюггерман Германия   |
| Рэй Фазио               | Доминик Джанграссо Италия     |
| Трент Салливан          | сын Сары Майкл Кавано         |
| Кристофер Джеймс Бэйкер | Эдди С                        |